# Колонія О'Нейла

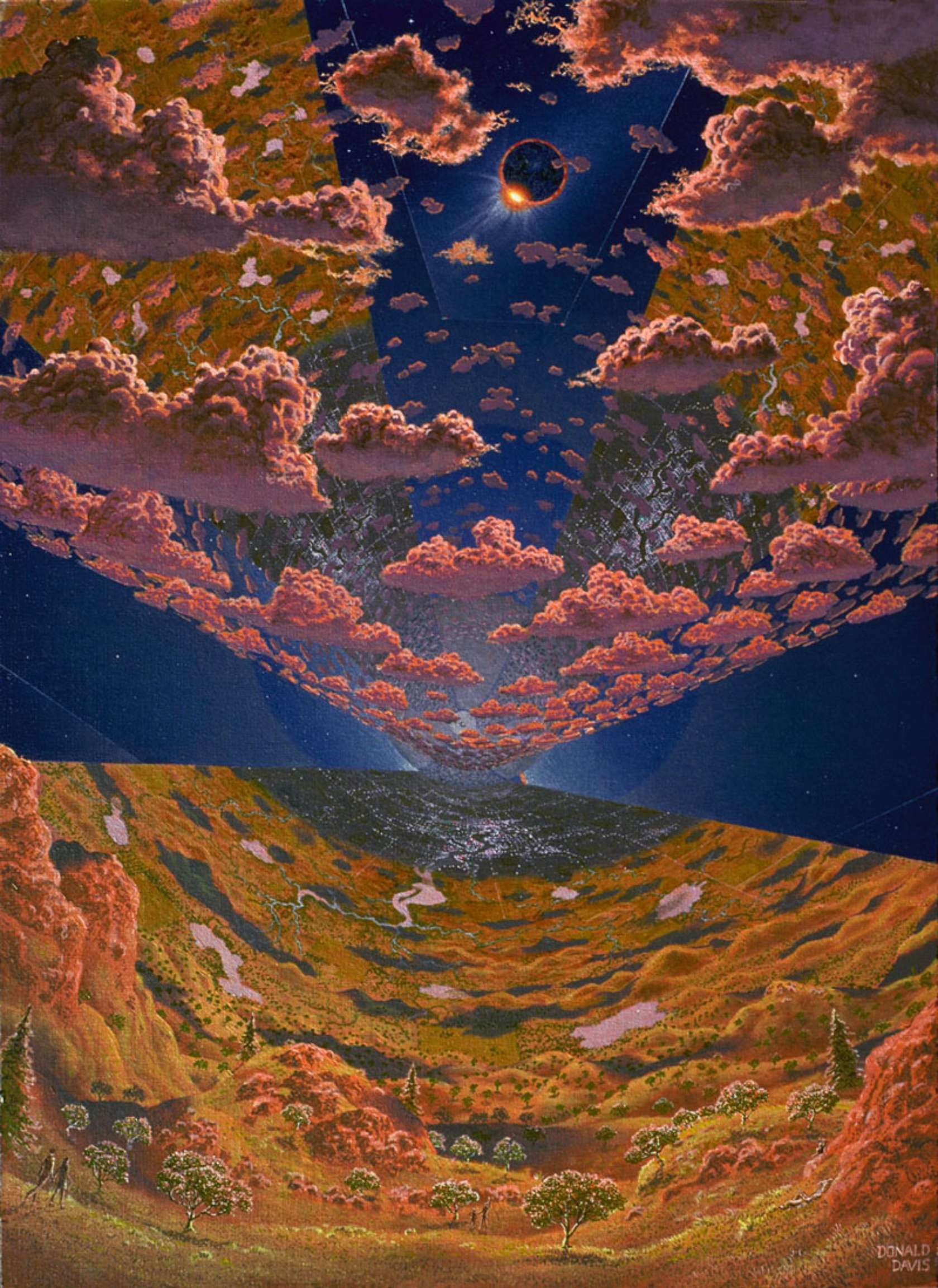
Художня ілюстрація інтер'єру циліндра O'Нейла, що освітлюється відбитим сонячним світлом.

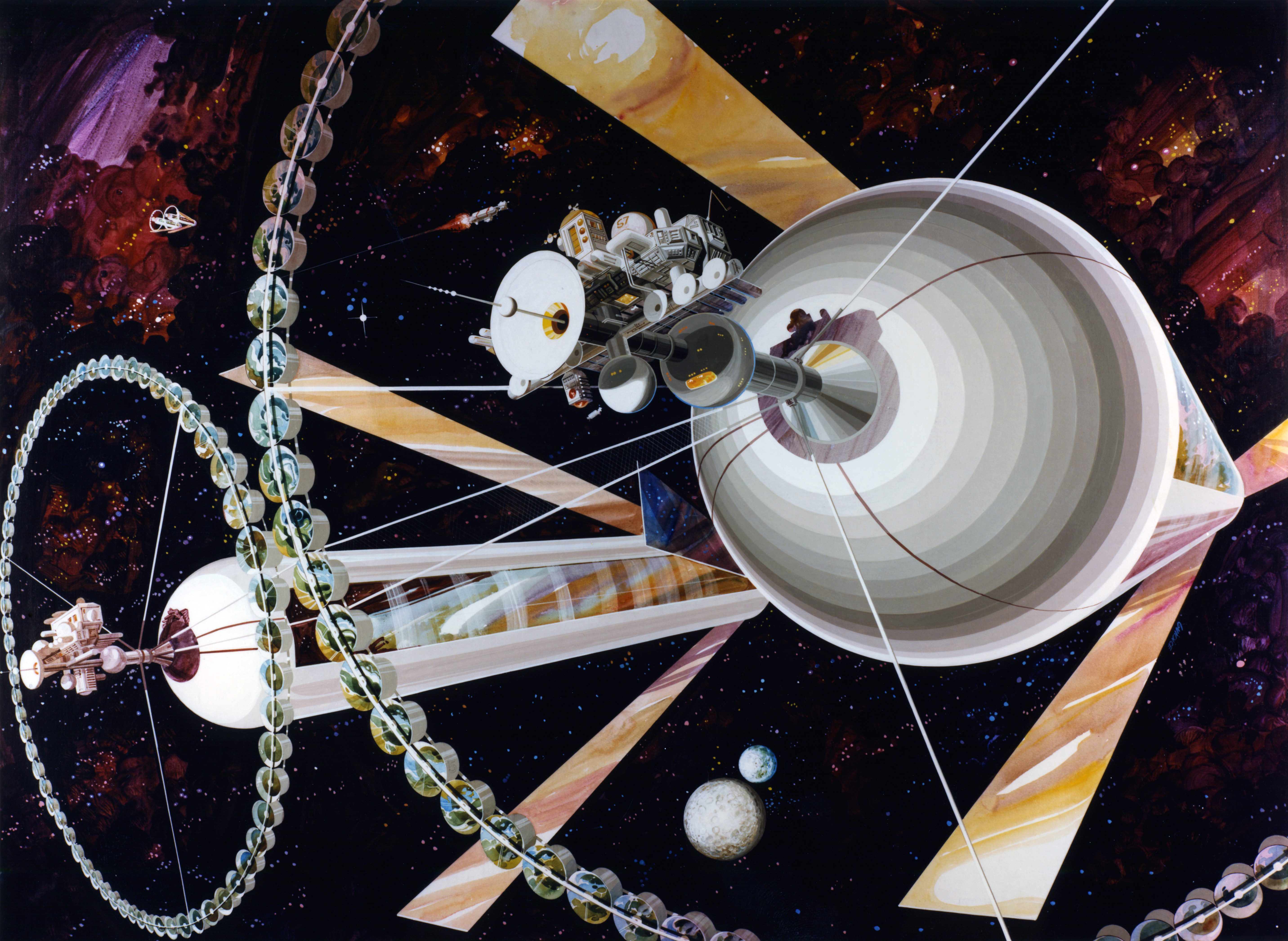
Пара цилиндрів О'Нейла

Колонія О'нейла — один з планів з освоєння космосу за допомогою космічного поселення (великої космічної станції). Проект розроблений Принстонською групою вчених, що працюють під керівництвом О'Нейла.
Проект створений на основі наявних технологій, проте не реалізований (в першу чергу через сильну дорожнечу — 100 мільярдів $ в цінах 70-80 рр. XX ст.), а також з причин неекологічності, поки не буде радикально вирішена проблема з виведенням на орбіту великої кількості вантажів за допомогою, наприклад, космічного ліфта).
Проект передбачає протягом 10-15 років спорудження в області троянської точки системи Земля — Місяць (тобто однієї з двох точок, що знаходяться на місячній орбіті на однаковій відстані від центрів Землі і Місяця) космічної станції діаметром 1,5 км. Обертання цієї станції забезпечить на ній штучну силу тяжіння, рівну земній. При цьому будь-яке матеріальне тіло близько точок лібрації може там перебувати невизначено довго, рухаючись навколо Землі вздовж місячної орбіти.
 Існує краща ідея, яка полягає в тому, що ми починаємо колонізацію з високої кругової орбіти, можливо в дві третини відстані від Землі до Місяця. Як я вказав у своїй книзі «Висока межа» (The High Frontier: Human Colonies in Space), якщо ви виконаєте обчислення, ви виявите, що можна організувати дуже зручні умови життя в космосі, подібні до життя на Землі, навіть за межами орбіти Плутона. Тому для колоній знайдеться дуже багато зручних місць в Сонячній системі. —  Джерард К. О'Нейл
Для самозабезпечення всередині колонії передбачалося вирощувати продукти харчування. У колонії повинні були бути розміщені промислові підприємства, небажані на Землі.
Населення колонії склало б 10 000 чоловік.
Крім того, за допомогою системи дзеркал навколо космічної станції, передбачалося через спеціальні рефлектори передавати сонячну енергію на Землю, з ККД 70 %. За цими розрахунками спорудження окупиться менше, ніж через 10 років. Також передбачається вести на ній наукові дослідження Космосу.
Створення подібних колоній-баз сприяло б і освоєнню Місяця, і більш далеких об'єктів Сонячної системи.

## Обставини

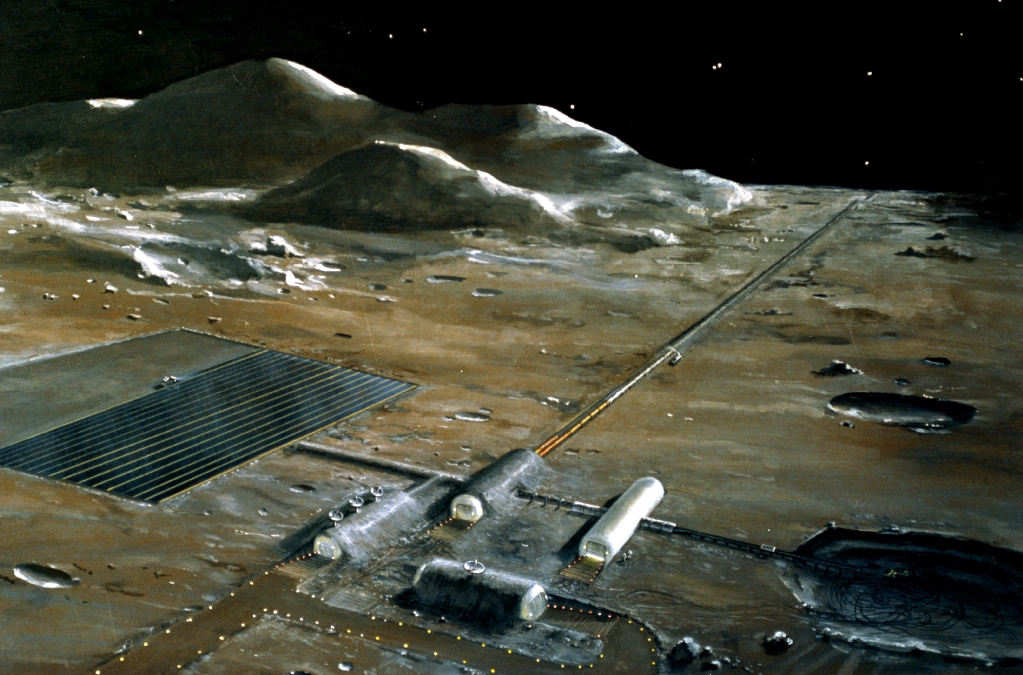
Концепція місячної бази від NASA з електромагнітною катапультою, що є частиною плану будівництва Циліндра О'Нейла.

Будучи в той час викладачем у Принстонському Університеті, О'Нейл разом зі студентами задумав проект великої орбітальної структури, з наміром показати, що освоєння космосу і життя там — бажана й перспективна мета. Кілька проектів були досить великими для створення сприятливого середовища проживання людини. Цей спільний результат підказав йому ідею циліндра, і цей проект вперше був опублікований О'Нейлом у вересні 1974 року в статті в «Фізика сьогодні».

## Острови

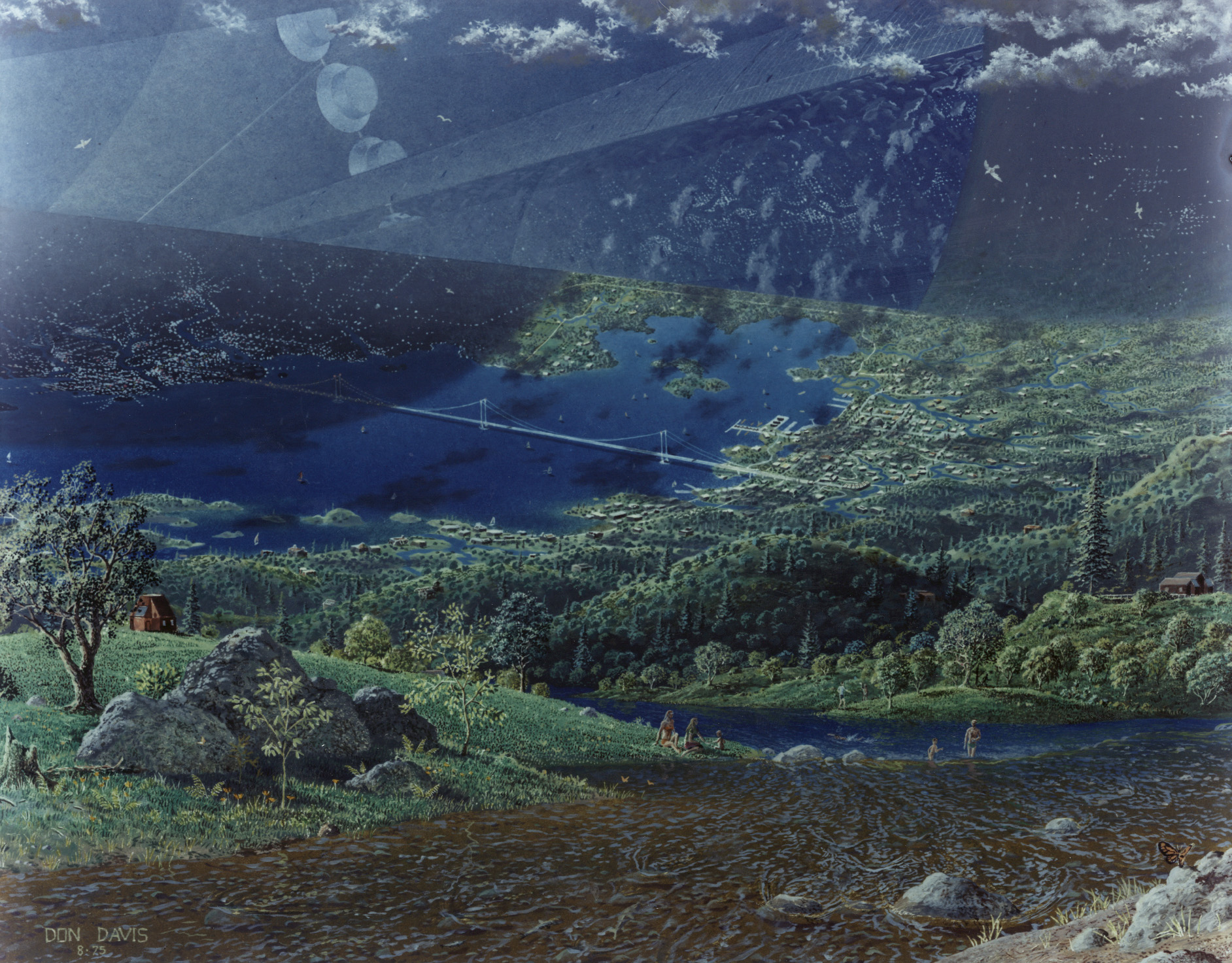
Художня ілюстрація інтер'єру циліндра O'Нейла показує кривизну внутрішньої поверхні

Щоб позбутися колосальних витрат при транспортуванні будівельних матеріалів із Землі, ці станції повинні були виготовлятися за допомогою матеріалів, що транспортуються з космосу, наприклад, з Місяця за допомогою електромагнітної катапульти.

### Острів I
В серії проектних робіт, розглянутих в 1975 і 1976 роках Стенфордським університетом, з метою вивчення проектів майбутніх космічних колоній, Джерард Кітчен О'Нейл запропонував Острів Один, модифіковану Сферу Бернала, діаметром всього лише 500 метрів і обертом зі швидкістю 1,9 обороту в хвилину, яка б виробляла подібну земній штучну гравітацію в районі екватора сфери. В результаті внутрішній ландшафт сфери був би схожий на велику долину, яка стелиться по екватору сфери. Острів Один буде забезпечувати життя і відпочинок космічному населенню, в середньому, тисячі людей, зі спеціальним відділенням, призначеним для ведення сільського господарства. Сонячне світло проникало б у нутро сфери через мережу зовнішніх дзеркал і прямувало через велике вікно на полюсі сфери. Форма сфери була визнана оптимальною для стримування внутрішнього тиску і відбиття сонячної радіації.

### Острів II
О'Нейл придумав і наступне покоління даних космічних станцій як поліпшену версію Острова Один. Острів Два буде приблизно 1800 метрів в діаметрі, сприятлива для життя екваторіальна окружність становитиме 6,5 кілометрів (4 милі). При таких розмірах це середовище може бути комфортабельним будинком приблизно для 140 000 чоловік. Розміри були продиктовані економікою: середовище обов'язково мало бути досить невеликим, щоб знизити транспортні витрати і час на рух, і досить великим, щоб ефективно вмістити необхідну промислову базу.

### Острів III
«Циліндр О'нейла» також відомий, як Острів III, космічна станція типу «космічне поселення» був запропонований фізиком Джерардом О'Нілл в його книзі «Високий Рубіж».
У книзі О'Нейл описав колонізацію космосу в XXI столітті, використовуючи місячні матеріали.
Циліндр О'нейла являв собою два дуже великих циліндра, що обертаються в протилежних напрямках, кожен по 8 кілометрів (5 миль) в діаметрі і 32 кілометри (20 миль) в довжину, пов'язані один з одним з кінців штоками через систему підшипників. Обертаючись, вони створюють штучну гравітацію на своїй внутрішній поверхні за рахунок відцентрової сили.

## Штучна гравітація

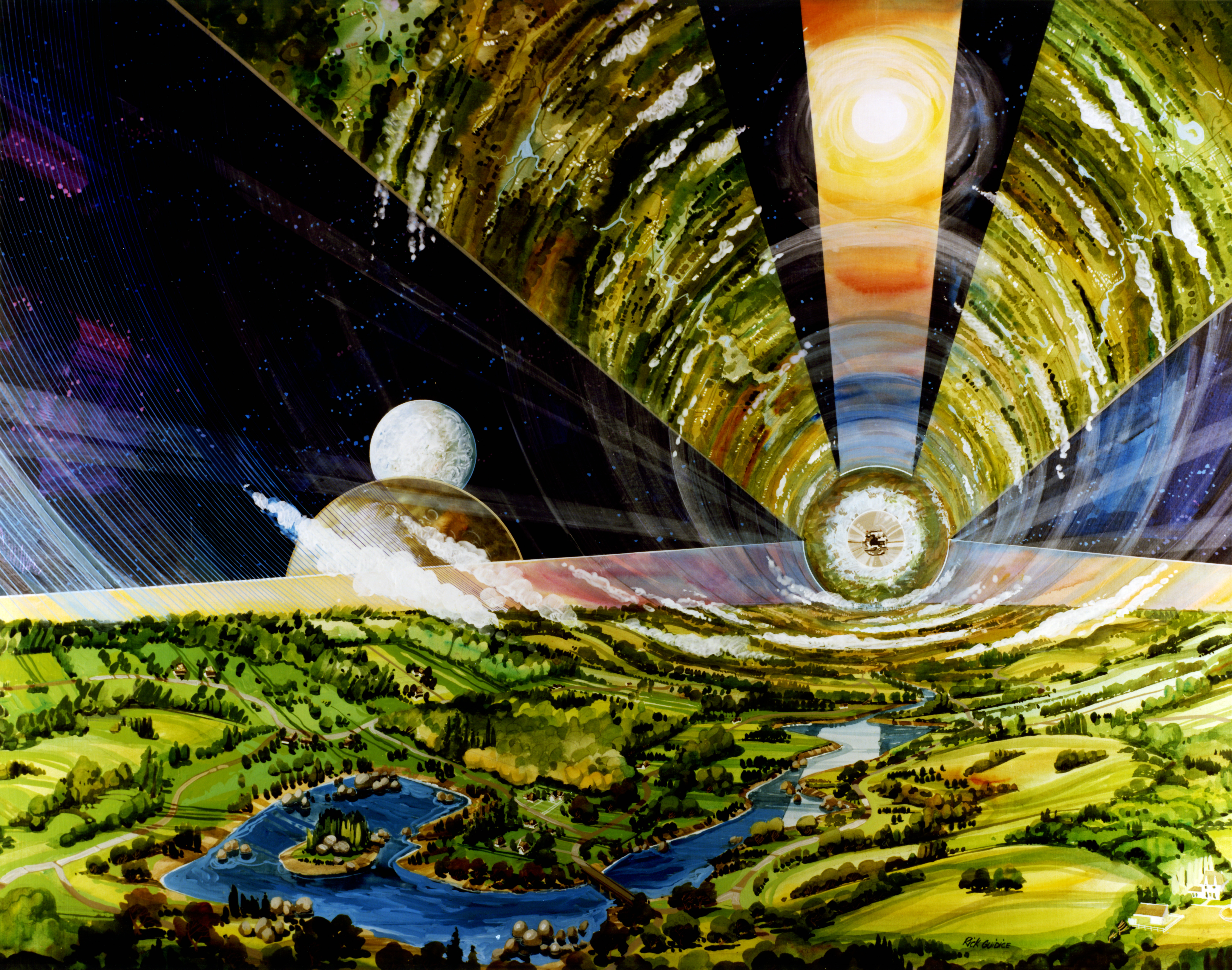
Внутрішній вигляд. Показані переміжна земля і смуги вікон

Циліндри обертаються, створюючи штучну гравітацію на їх внутрішніх поверхнях. При великому радіусі циліндр буде робити 40 обертів на годину, імітуючи звичайне земне тяжіння. Вивчення людського фактора при обертанні в посиланнях

 показує, що майже жодна (при такій низькій швидкості руху) людина, як показує досвід, не страждає від морської хвороби при дії ефекту Коріоліса на внутрішнє вухо. Люди можуть помічати напрямок обертання при повороті голови, також при падінні предметів вони будуть відхилятися на кілька сантиметрів. Центральна вісь може бути зоною невагомості, і вона була передбачена для засобів обслуговування і відновлення.

## Атмосфера і радіація
Станцію планувалося забезпечувати атмосферою з тиском, рівним половині земного, і що складається з 40 % кисню і 60 % азоту. Такий тиск дозволяв би зберегти повітря і зменшити навантаження на стіни. У цьому масштабі повітря всередині циліндра забезпечує адекватний захист проти космічних променів.

## Сонячне світло
Великі дзеркала із зворотнього боку кожної смуги-вікна. Відкрита кромка вікон вказує на Сонце. Призначення дзеркал — відбивати сонячне світло всередину циліндра через вікна. Ніч імітується відкриттям дзеркал, дозволяючи вікнам відображати вид відкритого космосу; що також дозволяє випромінювати зайве тепло в космос. Протягом дня відбите сонячне світло за рахунок руху дзеркал рухається, породжуючи ефект звичайної зміни кута падіння променів світла на Землі. Хоча невидимий неозброєним оком образ Сонця можна буде спостерігати при обертанні циліндра. Світло, відбите дзеркалами, поляризується, що може плутати бджіл.
Пропускаючи світло в станцію, великі вікна охоплюють всю довжину циліндра. Вони не складені з одного єдиного скла, але задумані розділеними на безліч маленьких секцій, щоб упередити можливі пошкодження, і алюмінієвий або сталевий каркас вікон може витримати удар ззовні або тиск повітря всередині станції.
Іноді метеорит може розбити віконне скло. Це може бути причиною деякої втрати атмосфери, але підрахунок показує, що такі випадки не можуть бути катастрофічними, в порівнянні з величезним об'ємом станції. Щоб уникнути цього слід використовувати еластичні і при цьому дуже міцні матеріали.

## Просторовий контроль

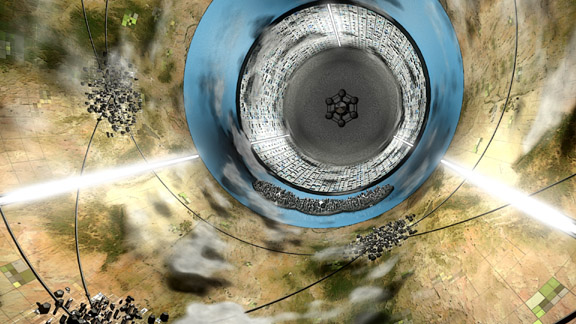
Внутрішній вид Рами, що являє собою циліндр О'нейла з роману Артура Кларка «Побачення з Рамою»

Станція і її дзеркала можуть бути орієнтовані на Сонце. О'Нейл і його студенти ретельно опрацювали методику постійного повороту станції на 360 ° через обертання по орбіті без використання реактивної тяги.
Перша пара пристроїв може бути розкручена із застосуванням моментального колеса — спеціального пристрою, маховика. Якщо обертання одного пристрою незначно сповільниться, два циліндра будуть обертатися кожен по-своєму. Одного разу площину, що має вигляд двох осей обертання перпендикулярних орбіті (обертової осі), якою є пара циліндрів, може відхилитися від напрямку на Сонце, тоді буде приводитися в рух сила між двома підшипниками: це викликатиме на обох циліндрах ефект гіроскопічною прецесії, і система буде відхилятися в одному напрямку, що викличе відхилення в іншому напрямку. Обертання конструкцій в протилежному напрямку не нейтралізує гіроскопічного ефекту, і так ця слабка прецесія викликає обертання конструкції на орбіті і орієнтує її на Сонце.

## Колонія О'нейла в фантастиці
У телесеріалі «Вавилон-5» однойменна станція є колонією О'нейла. Також колонією О'нейла є корабель «Наву» з серіх романів і серіалу «Простір».
Відеоігри серії Mass Effect зображають космічну станцію «Цитадель» як розкриту колонію О'нейла. Дія гри Vanquish відбувається на циліндричній космічній станції.

## Галерея

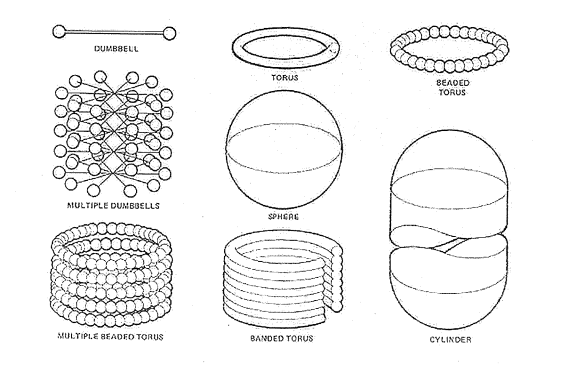
Циліндр зростає.
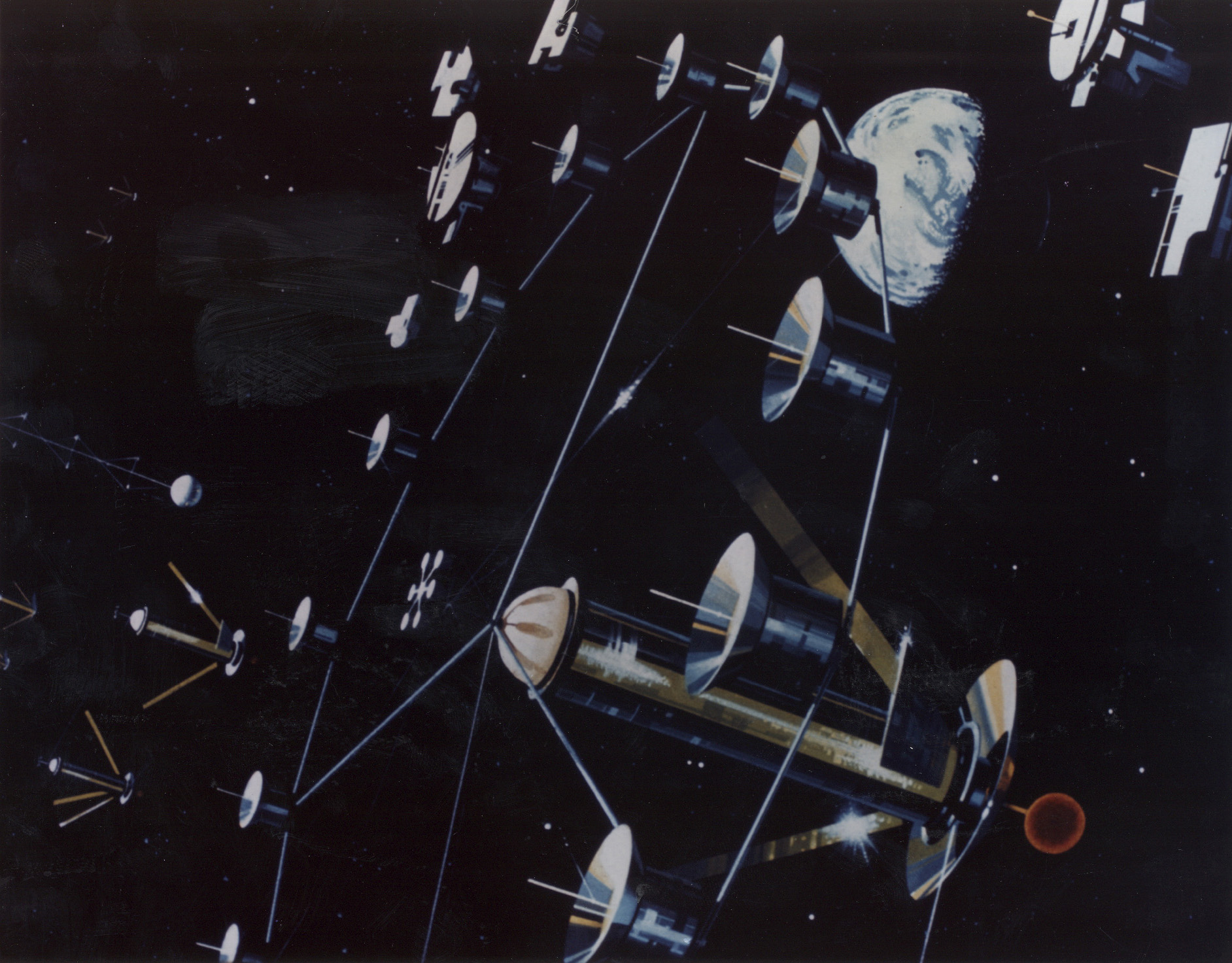
Концепція NASA, зображення з декількох циліндрів орієнтованих на Сонце.